# Охана
Оха́на (гав. ʻohana) — важная составляющая гавайской культуры, означает «семью» в широком смысле этого слова, включая кровное родство, усыновлённых или наречённых. Близкие друзья также могут входить в личную охану. Слово призвано подчеркнуть, что семья связана воедино, и её члены должны сотрудничать и помнить друг друга. Термин является родственным (и его использование аналогично) новозеландскому «whānau», которое употребляют маори, а его родственным, однокоренным на языке маори является «kōhanga'», что означает «гнездо».
Фактически, в гавайской культуре термин «охана» использовался исключительно для близких родственников. Несемейные группировки вместо этого использовали слово «hui».

## Произношение и этимология
В гавайском ʻohana пишется с перевёрнутым апострофом (ʻ), показывая на гортанную смычку при произношении (т. н. «окина»). Ударение при произношении ставится на предпоследний слог. Корень слова, «ʻohā», относится к клубням «kalo», также таро (основной «хлеб насущный» на Гавайях), который гавайцы (Канака Маоли) считают своим космологическим предком.

## В политике и экономике
В современной гавайской экономической и нормативной практике «ячейка охана» является отдельной (фракционной) внутрисемейной структурой, которая может принять в свой состав родственников, но закрыта для посторонних. Отсюда значение на современном гавайском жаргоне недвижимости "ячейка (единица) охана" - вспомогательное жилище, как тип вторичного жилого помещения. Это часть дома или отдельно стоящая постройка на том же участке, в которой может находиться родственник, но которая не может быть сдана в аренду широкой публике.

## В популярной культуре
Известный гавайский музыкант Израэль Камакавивооле под словом «кибер-охана» часто имеет в виду своих друзей по интернет-чату. Охана также является одной из главных тем мультфильма «Лило и Стич» (2002) студии Уолта Диснея, в котором повествуется о небольшой семье, которая принимает в качестве своего члена маленькое инопланетное существо. Главные герои отмечают: «Охана — значит семья, а в семье никогда и никого не бросают и не забывают».
В фильме «Охана. В поисках сокровища» слово вынесено в название.